# Typhlops longissimus
Espèce
Synonymes
- Ophthalmidion longissimum Duméril & Bibron, 1844

Typhlops longissimus est une espèce de serpents de la famille des Typhlopidae. 

## Taxinomie
Le statut de cette espèce n'est pas clair.

## Publication originale
- Duméril & Bibron, 1844 : Erpétologie générale ou Histoire naturelle complète des reptiles. Librairie encyclopédique Roret, Paris, vol. 6, p. 1-609 (texte intégral).